# SILVER LINK.
株式会社SILVER LINK.（シルバーリンク、英: SILVER LINK., Inc.）は、日本のアニメ制作会社。株式会社ABCアニメーションの完全子会社で、朝日放送グループに属する。主に「SILVER LINK.」「シルバーリンク」とクレジットされる。
本項では、別スタジオで同社の一部門であるCONNECT（コネクト）についても記述する。

## 歴史
2007年12月、フロントラインで制作本部長、『PRISM ARK』などの制作プロデューサーを務めた金子逸人が、同社から分社の形で独立し設立。設立当初は作画作業の下請け及びグロス請けを中心に活動していた。
2009年に放送された『タユタマ -Kiss on my Deity-』で元請制作に乗り出し、2010年に放送された『バカとテストと召喚獣』では製作委員会に初めて出資した。当初は作画、ペイント部門のみであったが2015年より背景、CG、撮影部門を設立。2017年より一部作品にて本格的に稼働を開始した。制作作品の編集は主に片田悠介または坪根健太郎（REAL-T）が担当している。
2012年4月、本社を東京都武蔵野市中町1丁目20番2号 藤和シティコープ2Fから同市中町1丁目7番5号第2中央ビル2Fへ移転。同時に子会社として「株式会社CONNECT（コネクト）」を設立。同社との共同制作のほか、2018年から2019年にかけて発売された『ストライク・ザ・ブラッド III』ではCONNECT主体で元請制作を行った。
2016年より制作デスクを「チーフマネージャー」、設定制作を「設定マネージャー」、制作進行を「制作マネージャー」と呼ぶようになった。同年2月1日に株式会社BEEPを吸収合併し、同社の海外動仕事業を引き継いで「SILVER LINK.海外部（シルバーリンクかいがいぶ）」を設立。尚、BEEPの名称は海外部のブランドとして合併後も一部作品でクレジットされている。
2020年7月17日、SILVER LINK.を存続会社として当社唯一の子会社であるCONNECTを吸収合併することを官報に公告。これにより、CONNECTの権利義務を引き継ぎ、CONNECTは解散となる。なお、「CONNECT」の名称自体はSILVER LINK.（新社）の一部門の名称としてそのまま残されている。
同年8月3日、朝日放送グループホールディングスがSILVER LINK.の全株式を取得する株式譲渡契約を締結したと発表した。取得価額は2億5000万円であり、CONNECTを吸収合併したSILVER LINK.（旧社）からアニメーション制作事業を新設分割した新会社「株式会社SILVER LINK.（新社）」を2020年10月1日付で設立（同時に旧社の商号を「株式会社SILVER LINK.資産管理（シルバーリンクしさんかんり）」に変更）するとともに、朝日放送グループホールディングスを引受先とする第三者割当増資を実施、これにより新社は朝日放送グループホールディングスの完全子会社となる。なお、旧社は2020年7月17日の決算公告にて2497万円の最終損失を計上していた。
2023年10月1日には、株式交換により朝日放送グループホールディングスから朝日放送グループのアニメ事業会社であるABCアニメーションの子会社となった。これにより同じく移動したキャラクター雑貨事業のゼロジーアクト、12月にグループ入りしたCGCGスタジオとあわせて、アニメ事業を手掛ける会社の緊密な連携と迅速な意思決定、責任の明確化を図るとしている。
自社オリジナルグッズを制作しており、制作したグッズはアニメグッズ販売企業「IDEA CREATE」内の公式オンラインショップでネット販売したり、自社制作作品に制作協力として参加することもあるアニメ制作会社ufotableの関連店舗にて販売している。

## 作品一覧

### テレビアニメ
| 開始年 | 放送期間            | タイトル                                                                                  | 監督                         | シリーズ構成         | アニメーション プロデューサー | 原作             | 備考                                   |
| ------ | ------------------- | ----------------------------------------------------------------------------------------- | ---------------------------- | -------------------- | ----------------------------- | ---------------- | -------------------------------------- |
| 2009年 | 4月 - 6月           | タユタマ -Kiss on my Deity-                                                               | 元永慶太郎                   | 上江洲誠             | N/A                           | ゲーム           |                                        |
| 2010年 | 1月 - 3月           | バカとテストと召喚獣                                                                      | 大沼心                       | 高山カツヒコ         | 金子逸人                      | 小説             |                                        |
| 2011年 | 7月 - 9月           | バカとテストと召喚獣にっ!                                                                 | 大沼心                       | 高山カツヒコ         | 金子逸人                      | 小説             |                                        |
| 2011年 | 10月 - 12月         | C3 -シーキューブ-                                                                         | 大沼心                       | 横手美智子           | 金子逸人                      | 小説             |                                        |
| 2012年 | 4月 - 6月           | 黄昏乙女×アムネジア                                                                       | 大沼心                       | 高山カツヒコ         | N/A                           | 漫画             |                                        |
| 2012年 | 7月 - 9月           | ココロコネクト                                                                            | 大沼心（総） 川面真也        | 志茂文彦             | 金子逸人                      | 小説             |                                        |
| 2012年 | 7月 - 12月          | ちとせげっちゅ!!                                                                          | 佐野隆雄                     | N/A                  | N/A                           | 漫画             |                                        |
| 2012年 | 10月 - 12月         | お兄ちゃんだけど愛さえあれば関係ないよねっ                                                | 川口敬一郎                   | ふでやすかずゆき     | 田部谷昌宏                    | 小説             |                                        |
| 2013年 | 7月 - 9月           | Fate/kaleid liner プリズマ☆イリヤ                                                         | 大沼心                       | 井上堅二             | 金子逸人                      | 漫画             |                                        |
| 2013年 | 7月 - 9月           | 私がモテないのはどう考えてもお前らが悪い!                                                 | 大沼心                       | 吉岡たかを           | 中川二郎                      | 漫画             |                                        |
| 2013年 | 10月 - 2014年3月    | ストライク・ザ・ブラッド                                                                  | 山本秀世                     | 吉野弘幸             | 田部谷昌宏                    | 小説             | 共同制作：CONNECT                      |
| 2013年 | 10月 - 12月         | のんのんびより                                                                            | 川面真也                     | 吉田玲子             | 中川二郎                      | 漫画             |                                        |
| 2014年 | 1月 - 3月           | のうりん                                                                                  | 大沼心                       | 横手美智子           | 中川二郎                      | 小説             |                                        |
| 2014年 | 7月 - 9月           | 六畳間の侵略者!?                                                                          | 大沼心                       | ヤスカワショウゴ     | 中川二郎                      | 小説             |                                        |
| 2014年 | 7月 - 9月           | Fate/kaleid liner プリズマ☆イリヤ ツヴァイ!                                               | 大沼心（総） 神保昌登        | 井上堅二             | 金子逸人                      | 漫画             |                                        |
| 2014年 | 10月 - 12月         | ガールフレンド（仮）                                                                      | 林直孝                       | 横手美智子           | 金子逸人 丸亮二               | ゲーム           | アニメーション制作協力：C-Station      |
| 2015年 | 1月 - 3月           | ユリ熊嵐                                                                                  | 幾原邦彦                     | 幾原邦彦 伊神貴世    | 松下富美                      | オリジナル       | アニメーション制作協力：ラパントラック |
| 2015年 | 7月 - 9月           | ケイオスドラゴン 赤竜戦役                                                                 | 松根マサト                   | 會川昇               | 加藤章                        | メディアミックス | 共同制作：CONNECT                      |
| 2015年 | 7月 - 9月           | Fate/kaleid liner プリズマ☆イリヤ ツヴァイ ヘルツ!                                        | 大沼心（総） 神保昌登        | 井上堅二             | 金子逸人 伏見宣人             | 漫画             |                                        |
| 2015年 | 7月 - 9月           | のんのんびより りぴーと                                                                   | 川面真也                     | 吉田玲子             | 中川二郎                      | 漫画             |                                        |
| 2015年 | 10月 - 12月         | 対魔導学園35試験小隊                                                                      | 河村智之                     | 下山健人             | 金子逸人                      | 小説             |                                        |
| 2015年 | 10月 - 12月         | 俺がお嬢様学校に「庶民サンプル」としてゲッツされた件                                      | 神保昌登                     | 下山健人             | 金子逸人 伏見宣人             | 小説             |                                        |
| 2015年 | 10月 - 12月         | 落第騎士の英雄譚                                                                          | 大沼心                       | ヤスカワショウゴ     | 中村浩士 鬼塚康介             | 小説             | 共同制作：Nexus                        |
| 2016年 | 4月 - 6月           | あんハピ♪                                                                                 | 大沼心                       | 田中仁               | 金子逸人                      | 漫画             |                                        |
| 2016年 | 4月 - 6月           | 田中くんはいつもけだるげ                                                                  | 川面真也                     | 面出明美             | 中川二郎                      | 漫画             |                                        |
| 2016年 | 7月 - 9月           | アンジュ・ヴィエルジュ                                                                    | 田村正文                     | 高山カツヒコ         | 金子逸人 加藤章               | ゲーム           |                                        |
| 2016年 | 7月 - 9月           | Fate/kaleid liner プリズマ☆イリヤ ドライ!!                                                | 大沼心（総） 神保昌登 高橋賢 | 井上堅二             | 金子逸人                      | 漫画             |                                        |
| 2016年 | 10月 - 12月         | ブレイブウィッチーズ                                                                      | 高村和宏                     | ストライカーユニット | 中川二郎                      | メディアミックス |                                        |
| 2016年 | 10月 - 12月         | ステラのまほう                                                                            | 川面真也                     | 志茂文彦             | 田部谷昌宏                    | 漫画             |                                        |
| 2017年 | 1月 - 3月           | 政宗くんのリベンジ                                                                        | 湊未來                       | 横手美智子           | 金子逸人                      | 漫画             |                                        |
| 2017年 | 1月 - 3月           | CHAOS;CHILD                                                                               | 神保昌登                     | 神保昌登             | 金子逸人                      | ゲーム           |                                        |
| 2017年 | 4月 - 6月           | 武装少女マキャヴェリズム                                                                  | 橘秀樹                       | 下山健人             | 田部谷昌宏 加藤章             | 漫画             | 共同制作：CONNECT                      |
| 2017年 | 7月 - 9月           | 異世界食堂                                                                                | 神保昌登                     | 神保昌登             | 田部谷昌宏 鬼塚康介           | 小説             |                                        |
| 2017年 | 7月 - 9月           | バトルガール ハイスクール                                                                 | 秋田谷典昭                   | コロプラ 黒田洋介    | 金子逸人 中川二郎             | ゲーム           |                                        |
| 2017年 | 10月 - 12月         | 妹さえいればいい。                                                                        | 大沼心                       | 平坂読               | 金子逸人                      | 小説             |                                        |
| 2017年 | 10月 - 12月         | つうかあ                                                                                  | 田村正文                     | 高山カツヒコ         | 金子逸人                      | オリジナル       | 設立10周年記念作品                     |
| 2018年 | 1月 - 3月           | 三ツ星カラーズ                                                                            | 河村智之                     | ヤスカワショウゴ     | 中川二郎                      | 漫画             |                                        |
| 2018年 | 1月 - 3月           | デスマーチからはじまる異世界狂想曲                                                        | 大沼心                       | 下山健人             | 田部谷昌宏                    | 小説             | 共同制作：CONNECT                      |
| 2018年 | 4月 - 6月           | Butlers〜千年百年物語〜                                                                   | 高橋賢                       | 清水恵               | 金子逸人                      | メディアミックス |                                        |
| 2018年 | 7月 - 9月           | すのはら荘の管理人さん                                                                    | 大沼心                       | 志茂文彦             | 清水優人                      | 漫画             |                                        |
| 2019年 | 1月 - 3月           | サークレット・プリンセス                                                                  | 橘秀樹                       | 木緒なち             | 金子逸人                      | ゲーム           |                                        |
| 2019年 | 4月 - 6月           | 賢者の孫                                                                                  | 田村正文                     | 髙橋龍也             | 清水優人                      | 小説             |                                        |
| 2019年 | 4月 - 6月           | みだらな青ちゃんは勉強ができない                                                          | 井上圭介                     | 横手美智子           | 金子逸人 清水優人             | 漫画             |                                        |
| 2019年 | 7月 - 9月           | ナカノヒトゲノム【実況中】                                                                | 大沼心                       | 下山健人             | 金子逸人                      | 漫画             |                                        |
| 2020年 | 1月 - 3月           | 痛いのは嫌なので防御力に極振りしたいと思います。                                          | 大沼心 湊未來                | 志茂文彦             | 金子逸人                      | 小説             |                                        |
| 2020年 | 4月 - 6月           | 乙女ゲームの破滅フラグしかない悪役令嬢に転生してしまった…                                 | 井上圭介                     | 清水恵               | 金子逸人                      | 小説             |                                        |
| 2020年 | 7月 - 9月           | 魔王学院の不適合者 〜史上最強の魔王の始祖、転生して子孫たちの学校へ通う〜                 | 大沼心（総） 田村正文        | 田中仁               | 金子逸人                      | 小説             |                                        |
| 2020年 | 10月 - 12月         | キミと僕の最後の戦場、あるいは世界が始まる聖戦                                            | 湊未來 大沼心                | 下山健人             | 清水優人                      | 小説             |                                        |
| 2021年 | 1月 - 3月           | のんのんびより のんすとっぷ                                                               | 川面真也                     | 吉田玲子             | 鬼塚康介                      | 漫画             |                                        |
| 2021年 | 7月 - 9月           | 乙女ゲームの破滅フラグしかない悪役令嬢に転生してしまった…X                                | 井上圭介                     | 清水恵               | 金子逸人                      | 小説             |                                        |
| 2021年 | 7月 - 9月           | 迷宮ブラックカンパニー                                                                    | 湊未來                       | 赤尾でこ             | 清水優人                      | 漫画             |                                        |
| 2021年 | 8月 - 12月          | ジャヒー様はくじけない!                                                                   | 湊未來                       | 横手美智子           | 金子逸人                      | 漫画             |                                        |
| 2021年 | 10月 - 12月         | 世界最高の暗殺者、異世界貴族に転生する                                                    | 田村正文                     | 高山カツヒコ         | 清水優人 斉藤友紀             | 小説             | 共同制作：studioぱれっと               |
| 2021年 | 10月 - 12月         | Deep Insanity THE LOST CHILD                                                              | 大沼心                       | 下山健人             | 鬼塚康介                      | メディアミックス |                                        |
| 2022年 | 4月 - 6月           | 史上最強の大魔王、村人Aに転生する                                                         | 湊未來                       | 横手美智子           | 金子逸人 吉田昇央             | 小説             | 共同制作：BLADE                        |
| 2022年 | 7月 - 9月           | それでも歩は寄せてくる                                                                    | 湊未來                       | 赤尾でこ             | 清水優人                      | 漫画             |                                        |
| 2022年 | 7月 - 10月          | 最近雇ったメイドが怪しい                                                                  | 湊未來（総） 星野美鈴        | 湊未來               | 吉田昇央                      | 漫画             | 共同制作：BLADE                        |
| 2023年 | 1月 - 2月 8月 - 9月 | 魔王学院の不適合者 II 〜史上最強の魔王の始祖、転生して子孫たちの学校へ通う〜              | 大沼心（総） 田村正文        | 田中仁               | 進藤雄昨                      | 小説             |                                        |
| 2023年 | 1月 - 4月           | 痛いのは嫌なので防御力に極振りしたいと思います。2                                         | 大沼心                       | 志茂文彦             | 原田大資                      | 小説             |                                        |
| 2023年 | 7月 - 9月           | 政宗くんのリベンジR                                                                       | 湊未來                       | 横手美智子           | 金子逸人                      | 漫画             |                                        |
| 2023年 | 7月 - 9月           | Lv1魔王とワンルーム勇者                                                                   | 井上圭介                     | 大野敏哉             | 鬼塚康介 吉田昇央             | 漫画             | 共同制作：BLADE                        |
| 2023年 | 10月 - 2024年3月    | ラグナクリムゾン                                                                          | 高橋賢                       | 赤尾でこ             | 金子逸人                      | 漫画             |                                        |
| 2023年 | 10月 - 12月         | ティアムーン帝国物語〜断頭台から始まる、姫の転生逆転ストーリー〜                          | 伊部勇志                     | 赤尾でこ             | 金子逸人 清水優人             | 小説             |                                        |
| 2024年 | 1月 - 3月           | 道産子ギャルはなまらめんこい                                                              | 湊未來（総） 星野美鈴        | 湊未來               | 金子逸人 吉田昇央             | 漫画             | 共同制作：BLADE                        |
| 2024年 | 1月 - 3月           | 佐々木とピーちゃん                                                                        | 湊未來                       | 赤尾でこ             | 原田大資                      | 小説             |                                        |
| 2024年 | 4月 - 10月          | 夜桜さんちの大作戦                                                                        | 湊未來                       | 湊未來               | 清水優人                      | 漫画             |                                        |
| 2024年 | 4月 - 7月           | 魔王学院の不適合者 II 〜史上最強の魔王の始祖、転生して子孫たちの学校へ通う〜（第2クール） | 大沼心（総） 田村正文        | 田中仁               | 進藤雄昨                      | 小説             |                                        |
| 2024年 | 7月                 | キミと僕の最後の戦場、あるいは世界が始まる聖戦 Season II                                  | 稲葉友紀                     | 石川俊介 稲葉友紀    | 斉藤友紀                      | 小説             | 共同制作：studioぱれっと               |
| 2025年 | 4月 - 6月           | キミと僕の最後の戦場、あるいは世界が始まる聖戦 Season II                                  | 稲葉友紀                     | 石川俊介 稲葉友紀    | 斉藤友紀                      | 小説             | 共同制作：studioぱれっと               |
| 2025年 | 4月 -               | プリンセッション・オーケストラ                                                            | 大沼心                       | 逢空万太             | 鬼塚康介                      | オリジナル       |                                        |
| 2025年 | 7月 -               | ブスに花束を。                                                                            | 湊未來                       | 湊未來               | 上野雄樹                      | 漫画             |                                        |
| 2026年 | 1月 -               | アルネの事件簿                                                                            | 井上圭介                     | むらさき 井上圭介    | 未公表                        | ゲーム           |                                        |

### 劇場アニメ
| 公開年 | タイトル                                                         | 監督     | 脚本              | アニメーション プロデューサー | 原作 |
| ------ | ---------------------------------------------------------------- | -------- | ----------------- | ----------------------------- | ---- |
| 2017年 | 劇場版 Fate/kaleid liner プリズマ☆イリヤ 雪下の誓い              | 大沼心   | 井上堅二 水瀬葉月 | 金子逸人                      | 漫画 |
| 2018年 | 劇場版 のんのんびより ばけーしょん                               | 川面真也 | 吉田玲子          | 鬼塚康介                      | 漫画 |
| 2021年 | 劇場版 Fate/kaleid liner プリズマ☆イリヤ Licht 名前の無い少女    | 大沼心   | 井上堅二 水瀬葉月 | 金子逸人                      | 漫画 |
| 2023年 | 劇場版 乙女ゲームの破滅フラグしかない悪役令嬢に転生してしまった… | 井上圭介 | 清水恵 笹野恵     | N/A                           | 小説 |

### OVA
| 発売年 | タイトル                                                   | 監督     | アニメーション プロデューサー | 原作             | 備考                       |
| ------ | ---------------------------------------------------------- | -------- | ----------------------------- | ---------------- | -------------------------- |
| 2011年 | バカとテストと召喚獣 〜祭〜                                | 大沼心   | 金子逸人                      | 小説             |                            |
| 2012年 | 乙女はお姉さまに恋してる 2人のエルダー THE ANIMATION       | 川面真也 | 中川二郎                      | ゲーム           |                            |
| 2013年 | キラ☆キラ 5th Anniversary Live Anime KICK START GENERATION | N/A      | 金子逸人                      | ゲーム           |                            |
| 2014年 | ストライクウィッチーズ Operation Victory Arrow             | 高村和宏 | 金子逸人                      | メディアミックス | -2015年                    |
| 2014年 | 今際の国のアリス                                           | 橘秀樹   | 田部谷昌宏                    | 漫画             | 共同制作：CONNECT          |
| 2015年 | ストライク・ザ・ブラッド                                   | 山本秀世 | 田部谷昌宏                    | 小説             | 共同制作：CONNECT          |
| 2016年 | ストライク・ザ・ブラッド II                                | 山本秀世 | 田部谷昌宏                    | 小説             | -2017年、共同制作：CONNECT |
| 2019年 | Fate/kaleid liner Prisma☆Illya プリズマ☆ファンタズム       | 大沼心   | 金子逸人                      | 漫画             |                            |

### Webアニメ
| 配信年 | タイトル                 | 監督       | アニメーション プロデューサー | 原作   | 共同制作 |
| ------ | ------------------------ | ---------- | ----------------------------- | ------ | -------- |
| 2012年 | 今日のあすかショー       | 工藤昌史   | N/A                           | 漫画   |          |
| 2014年 | Bonjour♪恋味パティスリー | 秋田谷典昭 | 田部谷昌宏                    | ゲーム | CONNECT  |

### ゲーム
- CLOSERS（2015年、アニメーションPV）

### 制作協力
| 年     | タイトル                                                 | 制作元請                                   | 備考                   |
| ------ | -------------------------------------------------------- | ------------------------------------------ | ---------------------- |
| 2008年 | 魔人探偵脳噛ネウロ                                       | マッドハウス                               | 各話制作協力           |
| 2008年 | ネオ アンジェリーク Abyss                                | ゆめ太カンパニー                           | 各話制作協力           |
| 2008年 | ネオ アンジェリーク Abyss -Second Age-                   | ゆめ太カンパニー                           | 各話制作協力           |
| 2008年 | イタズラなKiss                                           | トムス・エンタテインメント                 | 各話制作協力           |
| 2008年 | 二十面相の娘                                             | ボンズ・テレコム・アニメーションフィルム   | 各話制作協力           |
| 2008年 | 西洋骨董洋菓子店 〜アンティーク〜                        | 日本アニメーション・白組 発注元: SynergySP | 各話制作協力           |
| 2008年 | 恋姫†無双                                                | 動画工房                                   | 各話制作協力           |
| 2008年 | ef - a tale of melodies.                                 | シャフト                                   | 各話制作協力           |
| 2009年 | 黒神 The Animation                                       | サンライズ                                 | 各話制作協力           |
| 2009年 | 化物語                                                   | シャフト                                   | 各話制作協力           |
| 2009年 | 夢色パティシエール                                       | ぴえろ                                     | 各話制作協力           |
| 2009年 | にゃんこい!                                              | AIC                                        | 各話制作協力           |
| 2010年 | 荒川アンダー ザ ブリッジ                                 | シャフト                                   | 各話協力プロダクション |
| 2010年 | とある魔術の禁書目録II                                   | J.C.STAFF                                  | 各話制作協力           |
| 2010年 | 灼眼のシャナS                                            | J.C.STAFF                                  | 各話制作協力           |
| 2011年 | お兄ちゃんのことなんかぜんぜん好きじゃないんだからねっ!! | ZEXCS                                      | 各話制作協力           |
| 2011年 | 緋弾のアリア                                             | J.C.STAFF                                  | 各話制作協力           |
| 2011年 | SKET DANCE                                               | タツノコプロ                               | 各話制作協力           |
| 2011年 | うさぎドロップ                                           | Production I.G                             | 各話制作協力           |
| 2011年 | 輪るピングドラム                                         | ブレインズ・ベース                         | 各話制作協力           |
| 2011年 | 君と僕。                                                 | J.C.STAFF                                  | 各話制作協力           |
| 2012年 | BRAVE10                                                  | スタジオさきまくら                         | 各話制作協力           |
| 2012年 | 灼眼のシャナIII-FINAL-                                   | J.C.STAFF                                  | 各話制作協力           |
| 2012年 | めだかボックス                                           | GAINAX                                     | 各話制作協力           |
| 2012年 | 君と僕。2                                                | J.C.STAFF                                  | 各話制作協力           |
| 2013年 | 惡の華                                                   | ZEXCS                                      | 各話制作協力           |
| 2013年 | フォトカノ                                               | マッドハウス                               | 各話制作協力           |
| 2021年 | シン・エヴァンゲリオン劇場版𝄇                            | カラー                                     | 制作協力               |

## CONNECT
CONNECT（コネクト）は、SILVER LINK.のアニメ制作部門。

### 歴史（CONNECT）
2012年4月、SILVER LINK.の子会社「株式会社CONNECT」として設立。
2020年8月21日付でSILVER LINK.に吸収合併され解散。以降はSILVER LINK.の一部門として存続している。

### 作品一覧（CONNECT）

#### テレビアニメ（CONNECT）
| 開始年 | 放送期間           | タイトル                                    | 監督       | シリーズ構成     | アニメーション プロデューサー | 原作             | 共同制作     |
| ------ | ------------------ | ------------------------------------------- | ---------- | ---------------- | ----------------------------- | ---------------- | ------------ |
| 2013年 | 10月 - 2014年3月   | ストライク・ザ・ブラッド                    | 山本秀世   | 吉野弘幸         | 田部谷昌宏                    | 小説             | SILVER LINK. |
| 2015年 | 7月 - 9月          | ケイオスドラゴン 赤竜戦役                   | 松根マサト | 會川昇           | 加藤章                        | メディアミックス | SILVER LINK. |
| 2017年 | 4月 - 6月          | 武装少女マキャヴェリズム                    | 橘秀樹     | 下山健人         | 田部谷昌宏 加藤章             | 漫画             | SILVER LINK. |
| 2018年 | 1月 - 3月          | デスマーチからはじまる異世界狂想曲          | 大沼心     | 下山健人         | 田部谷昌宏                    | 小説             | SILVER LINK. |
| 2019年 | 4月 - 6月          | 川柳少女                                    | 神保昌登   | 神保昌登         | 中川二郎                      | 漫画             |              |
| 2019年 | 10月 - 12月        | 俺を好きなのはお前だけかよ                  | 秋田谷典昭 | 駱駝             | 田部谷昌宏 加藤章             | 小説             |              |
| 2021年 | 7月 - 9月          | 魔法科高校の優等生                          | 橘秀樹     | 玉井☆豪          | 田部谷昌宏 中川二郎           | 漫画             |              |
| 2022年 | 1月 - 3月          | スローループ                                | 秋田谷典昭 | 山田由香         | 加藤章                        | 漫画             |              |
| 2023年 | 1月・3月 7月 - 9月 | あやかしトライアングル                      | 秋田谷典昭 | ヤスカワショウゴ | 中川二郎                      | 漫画             |              |
| 2024年 | 1月 - 3月          | 望まぬ不死の冒険者                          | 秋田谷典昭 | 菅原雪絵         | 中川二郎                      | 小説             |              |
| 2024年 | 4月 - 6月          | 声優ラジオのウラオモテ                      | 橘秀樹     | 大知慶一郎       | 加藤章                        | 小説             |              |
| 2025年 | 7月 -              | 気絶勇者と暗殺姫                            | 秋田谷典昭 | 横手美智子       | 中川二郎                      | 漫画             |              |
| 2026年 | 未公表             | クラスで2番目に可愛い女の子と友だちになった | 橘秀樹     | 大知慶一郎       | 未公表                        | 小説             |              |

#### OVA（CONNECT）
| 発売年 | タイトル                       | 監督     | アニメーション プロデューサー | 原作 | 備考                            |
| ------ | ------------------------------ | -------- | ----------------------------- | ---- | ------------------------------- |
| 2014年 | 今際の国のアリス               | 橘秀樹   | 田部谷昌宏                    | 漫画 | 共同制作：SILVER LINK.          |
| 2015年 | ストライク・ザ・ブラッド       | 山本秀世 | 田部谷昌宏                    | 小説 | 共同制作：SILVER LINK.          |
| 2016年 | ストライク・ザ・ブラッド II    | 山本秀世 | 田部谷昌宏                    | 小説 | -2017年、共同制作：SILVER LINK. |
| 2018年 | ストライク・ザ・ブラッド III   | 山本秀世 | 田部谷昌宏 中川二郎           | 小説 | -2019年                         |
| 2020年 | ストライク・ザ・ブラッド IV    | 山本秀世 | 田部谷昌宏 中川二郎           | 小説 | -2021年                         |
| 2022年 | ストライク・ザ・ブラッド FINAL | 山本秀世 | 田部谷昌宏 中川二郎           | 小説 |                                 |

#### Webアニメ（CONNECT）
| 配信年 | タイトル                 | 監督       | アニメーション プロデューサー | 原作   | 共同制作     |
| ------ | ------------------------ | ---------- | ----------------------------- | ------ | ------------ |
| 2014年 | Bonjour♪恋味パティスリー | 秋田谷典昭 | 田部谷昌宏                    | ゲーム | SILVER LINK. |

## 関連人物

### 演出家・アニメーター
- 大沼心
- 坂本隆
- 川面真也
- 湊未來
- 玉村仁
- 神保昌登
- 澤井幸次

- 門智昭
- 野田めぐみ
- 大島美和
- 氏家嘉宏
- 佐々木睦美
- 渡辺亜彩美
- ワタナベシンイチ

- 堤谷典子
- 川村幸祐
- 滝本祥子
- 牛島希
- 高橋賢
- 平田和也
- 大槻南雄

- 山吉一幸
- 若山政志
- 古川英樹
- 下山健人
- 井本由紀
- 澤入祐樹
- 佐藤香織

### 制作
- 金子逸人（創業者）
- 杉谷透洋（代表取締役）
- 安井一成（取締役専務）
- 田中昴（取締役）
- 木村亮（取締役）
- 中川二郎（執行役員）
- 浅野智章（元代表取締役社長）
- 上田昭博（元取締役）

- 林昭洋（元取締役）
- 小倉一彦（元取締役）
- 萩原知明（元取締役）
- 田部谷昌宏（元執行役員）
- 丸亮二
- 松下富美
- 伏見宣人